# 김호 (1534년)
김호(金虎, 1534년 (중종 29년) ~ 1592년 (선조 25년))는 조선 중기의 무신이다. 본관은 경주, 자는 덕원(德元), 호는 월암(月菴)이며, 조선 경주부 출신이다.

## 생애
1534년 경주부 월남촌(月南村)에서 내금위(內禁衛) 김숙린과 병마우후 김한보의 딸 분성김씨 사이에서 독자로 태어났다. 일찍이 정로위(定虜衛)에서 장교로 근무하였으며, 선조 3년에는 식년무과에 응시하여 을과(乙科)로 급제하였다. 훈련원봉사(訓鍊院奉事)를 역임하고 사직, 낙향하였다. 경상좌도 의병도대장(慶尙左道 義兵都大將)으로 1592년 8월 5일 순절하였다.
향리에 거주하던 중 임진왜란이 발발하자 집안의 노복(奴僕)과 마을 사람들 90여명을 모아 의병을 일으켰다. 경주부윤(慶州府尹) 윤인함으로부터 부산성 수비의 책임을 부여받고 성을 방비하였다. 경상초유사(慶尙招諭使) 김성일이 소식을 듣고 김호를 경상좌도 의병도대장(慶尙左道 義兵都大將)에 임명하였다. 김호의 휘하에는 소모관(召募官)으로 전현감(前縣監) 주사호, 소모유사(召募有司)에 진사(進士) 최신린이 임명되었다. 경주 사람들은 김호가 열박산(咽薄山)에서 남쪽에서 오는 왜적을 모두 담당하여 막았기에 남면대장(南面大將)이라 일컬었다. 이곳에서 매복하여 많은 승리를 거두었으며, 하루에 수급을 39급을 베는 전공을 세우기도 했다. 또한 김호는 경주의 여러 의병장과 함께 영천성 탈환전 등에 참여하면서 광범위한 왜적 토벌을 계획하였다. 이후 휘하에 의병 1,400여명을 이끌고 많은 왜군을 격파하여 절충장군 부산첨사(折衝將軍 釜山僉使)에 임명되었다. 그러나 부임 할 수 없음을 알리고 경주를 중심으로 계속 전투를 벌이던 중, 경주부에 주둔한 왜군을 고립시키기 위하여 도로를 막고 왜군의 북상을 저지하다가 언양에서 진격해온 석천강승(石川康勝)의 기병 500기와 맞서 싸워 적을 궤멸시키고 전사하였다. 경주부에서의 가장 큰 승전이었으며, 예하 의병들은 이 승리를 계기로 경주부의 왜군을 공격하여 경상좌도의 전투 중 가장 큰 전과를 올렸다. 경주 사람들은 김호를 임진년에 순절한 동도오절(東都五節)의 한 사람으로 추모하고 있다.

## 사후
사후 당상관(堂上官)에 추증(追贈)되었으며, 난이 평정된 후 선무원종공신(宣武原從功臣) 이등(二等)에 책록되었다. 영조 34년에 형조판서 김한철의 청원으로 가선대부 형조참판 겸오위도총부부총관(嘉善大夫 刑曹參判 兼五衛都摠府副摠管)에 추증되었다. 묘소는 경상북도 경주시 선도산에 있다. 남강사(南岡祠)에서 제향하였으나 흥선대원군의 서원철폐령에 의해 훼철되었다. 생가는 경주월암종택(慶州月菴宗宅)으로 중요민속자료 34호로 지정되어 있다.

## 가족관계
- 고조(高祖)
  - 울산부사(蔚山府使) 김급(金伋)
- 증조(曾祖)
  - 호조정랑(戶曹正郞) 김이권(金而權)
- 조부(祖父)
  - 충순위(忠順衛) 김원좌(金元佐)
- 선고(先考)
  - 내금위(內禁衛) 김숙린(金叔麟)
- 자녀(子女)
  - 선무원종공신(宣武原從功臣) 이등(二等), 호성원종공신(扈聖原從功臣) 이등(二等), 내금위 겸예빈시주부(內禁衛 兼禮賓寺主簿) 김이충(金以忠)
  - 흥해군수(興海郡守) 김이관(金以寬)
  - 군자감참봉(軍資監參奉) 김이홍(金以弘)

## 참고 문헌
- 용사일기(龍蛇日記), 조선사(朝鮮史), 경상순영록(慶尙巡營錄), 난중일기(亂中日記), 경주읍지(慶州邑誌), 월암실기(月菴實紀), 동경통지(東京通誌), 선조실록(宣祖實錄), 영조실록(英祖實錄), 연려실기술(燃藜室記述), 난중잡록(亂中雜錄), 경주김씨세보(慶州金氏世譜), 백암실기(栢岩實紀), 동경잡기(東京雜記), 수월재실기(水月齋實紀), 선묘중흥지(宣廟中興誌), 동엄실기(東广實紀), 오모재실기(五慕齋實紀), 영남인물고(嶺南人物考), 경오식년무과방목(庚午式年武科榜目)